# Tatiana Guderzo
Tatiana Guderzo   (Marostica, 22 d'agost de 1984) és una ciclista italiana, professional des del 2005 i fins al 2022. Els seus èxits més importants són la medalla d'or al Campionat del Món 2009, de plata al Campionat del Món 2004 i la de bronze als Jocs Olímpics de Pequín 2008. A banda també ha estat nombroses vegades campiona d'Itàlia en diferents modalitats.

## Palmarès en pista
- 2007
  -  Campiona d'Itàlia de persecució
- 2009
  -  Campiona d'Itàlia de persecució
  -  Campiona d'Itàlia de persecució per equips
- 2010
  -  Campiona d'Itàlia de persecució
  -  Campiona d'Itàlia de persecució per equips
- 2011
  -  Campiona d'Itàlia de scratch
- 2013
  -  Campiona d'Itàlia de persecució
  -  Campiona d'Itàlia de persecució per equips
- 2014
  -  Campiona d'Itàlia de puntuació
  -  Campiona d'Itàlia de persecució per equips
- 2016
  -  Campiona d'Europa en Persecució per equips (amb Elisa Balsamo, Simona Frapporti, Silvia Valsecchi i Francesca Pattaro)
- 2017
  -  Campiona d'Europa en Persecució per equips (amb Elisa Balsamo, Letizia Paternoster i Silvia Valsecchi)

### Resultats a laCopa del Món
- 2017-2018
  - 1a a Pruszków, en Persecució per equips

## Palmarès en ruta
- 2002
  - 2a al Campionat del Món júnior de Contrarellotge
- 2004
  - Campiona d'Europa en contrarellotge sub-23
  - 1r de l'Eko Tour Dookola Polski i vencedora d'una etapa
  - 2a al Campionat del Món
- 2005
  -  Campiona d'Itàlia en contrarellotge
  - 2a al Campionat d'Europa en contrarellotge sub-23
- 2006
  - Vencedora d'una etapa de l'Emakumeen Bira
  - 2a al Campionat d'Europa en ruta sub-23
  - 2a al Campionat d'Europa en contrarellotge sub-23
- 2007
  - 1r a Westkerke
- 2008
  -  Medalla de bronze als Jocs Olímpics en ruta
  -  Campiona d'Itàlia en contrarellotge
- 2009
  -  Campiona del Món en ruta
  - 1a al Giro del Friül
  - Vencedora d'una etapa al Giro de Toscana-Memorial Michela Fanini
- 2010
  -  Campiona d'Itàlia en contrarellotge
- 2012
  -  Campiona d'Itàlia en contrarellotge
- 2013
  -  Campiona d'Itàlia en contrarellotge
  - Vencedora d'una etapa a la Volta a Turíngia
  - Vencedora d'una etapa al Boels Ladies Tour
- 2015
  - Vencedora d'una etapa del Tour de Zhoushan Island
- 2017
  - 1a al Giro de l'Emília